# Bankarski model obrazovanja
Bankarski model obrazovanja (portugalski: modelo bancário de educação) izraz je koji je skovao Paulo Freire kako bi opisao i kritizirao postojeći obrazovni sustav u svojoj knjizi Pedagogija potlačenih. Naziv se odnosi na metaforu u kojoj su učenici prikazani kao spremnici u koje obrazovatelji trebaju stavljati znanje.  Freire je tvrdio da ovaj model ojačava nedostatak kritičkog mišljenja i vlasništva nad znanjem kod učenika, što pak pojačava potlačenost, za razliku od Freireova shvaćanja znanja kao rezultata ljudskog, kreativnog procesa.

## Definicija
Izraz bankarski model obrazovanja prvi je upotrijebio Paulo Freire u svojoj vrlo utjecajnoj knjizi Pedagogija potlačenih.Freire opisuje ovu vrstu obrazovanja kao "temeljito narativnu (u) svojoj prirodi":57pri čemu je nastavnik subjekt (tj. aktivan sudionik), a učenici pasivni objekti.
Umjesto da komunicira, nastavnik izdaje priopćenja i vrši polaganja koja učenici strpljivo primaju, memoriraju i ponavljaju. Ovo je "bankarski" koncept obrazovanja, u kojem se opseg radnji dopuštenih studentima proteže samo do primanja, arhiviranja i pohranjivanja depozita.:58
Obrazovanje se stoga smatra procesom polaganja znanja u pasivne učenike. Nastavnici su epistemološki autoriteti u ovom sustavu; prethodno znanje učenika se ignorira, osim onog što se očekivalo da im je prethodno "deponirano" Freire također govori o bankarskoj paradigmi koja smatra studente "prilagodljivim bićima kojima se može upravljati"... Što potpunije prihvaćaju pasivnu ulogu koja im je nametnuta, to su skloniji jednostavno se prilagoditi svijetu kakav jest i fragmentiranom pogledu na stvarnost položenom u njima.”:60
U bankarskom konceptu obrazovanja, znanje je dar koji se dodjeljuje od strane onih koji sebe smatraju obrazovanim osobama onima koje smatraju da ništa ne znaju. ... Učitelj se svojim učenicima predstavlja kao njihova neophodna suprotnost; smatrajući njihovo neznanje apsolutnim, opravdava svoje vlastito postojanje.:58

## Model prijenosa
Bankarsko obrazovanje slijedi model prijenosa znanja. Ovaj model promatra obrazovanje kao specifično tijelo znanja koje se prenosi od učitelja do učenika. Naglašava učenje usmjereno na nastavnika u kojem su učenici pasivni upijači informacija i da je svrha učenja pamćenje činjenica.
Model prijenosa najčešće se koristi u sveučilišnom okruženju kao predavanja. Kada imamo razred s više od 100 učenika najlakši način obrazovanja je putem predavanja gdje nastavnik stoji ispred razreda i diktira učenicima. 

## Moguća alternativa
Jedna od mogućih alternativa bankarskom modelu je model učenja temeljen na problemima (slično onome što je Freire nazvao obrazovanjem postavljanja problema), u kojem se potiče učenike da razmišljaju i aktivno rješavaju probleme koje im postavlja učitelj. Ovaj model promatra učenika kao na osobu s predznanjem koja se može iskoristiti za postizanje većih rezultata od bankarskog modela koji ne uspijeva iskoristiti ovaj kapital.